# Санто Стефано ди Роляно
Санто Стѐфано ди Роля̀но (на италиански: Santo Stefano di Rogliano) е село и община в Южна Италия, провинция Козенца, регион Калабрия. Разположено е на 663 m надморска височина. Населението на общината е 1648 души (към 2010 г.).